# Hieracium schustleri
Hieracium schustleri là một loài thực vật có hoa trong họ Cúc. Loài này được Zlatník mô tả khoa học đầu tiên năm 1938.